# Joe Keery
 Joseph David Keery (sinh ngày 24 tháng 4 năm 1992) là một diễn viên và nhạc sĩ người Mỹ. Anh được biết đến nhiều nhất với vai diễn Steve Harrington trong loạt phim truyền hình Mỹ kinh dị, khoa học viễn tưởng Stranger Things, đồng thời là nhạc sĩ đóng góp cho ban nhạc rock ảo giác Post Animal.

## Tiểu sử
Keery sinh ngày 24 tháng 4 năm 1992, tại Newburyport, Massachusetts, với cha mẹ là David và Nina Keery, một kiến trúc sư và giáo sư tiếng Anh. Anh là người con thứ hai trong năm người con và lớn lên cùng với các chị em Caroline, Lizzy, Kate và Emma.
Keery lớn lên ở Newburyport và theo học tại River Valley Charter School, một trường tiểu học và trung học Montessori địa phương, và trường trung học Newburyport. Khi anh còn trẻ, anh tham gia vào Theater in the Open, một trại biểu diễn nghệ thuật tại Công viên bang Maudslay, nhưng cuối cùng bắt đầu diễn xuất ở trường trung học, ban đầu biểu diễn ở đó với sự khăng khăng của chị gái anh.
Keery tiếp tục học tại Trường Sân khấu tại Đại học DePaul và tốt nghiệp năm 2014 với bằng Cử nhân Nghệ thuật Diễn xuất.

## Sự nghiệp

### Diễn xuất
Sau khi tốt nghiệp trường DePaul, Keery đã đi đến hơn một trăm buổi thử giọng. Trước vai diễn đột phá của mình trong Stranger Things, Keery đã xuất hiện trong một quảng cáo của KFC, Domino và amiibo, và một vai diễn trong Empire và Chicago Fire. Sự xuất hiện đầu tiên của anh trong một bộ phim dài là trong vở nhạc của Stephen Cone, Henry Gamble's Birthday Party.
Cuối năm 2015, Keery được chọn vào vai Stranger Things. Ban đầu Keery thử vai Jonathan, nhưng sau đó đã gửi một cuốn băng cho nhân vật của mình, Steve. Mùa đầu tiên của chương trình được phát hành trên Netflix vào ngày 15 tháng 7 năm 2016. Anh đã được thăng cấp từ dàn diễn viên định kỳ thành diễn viên chính cho phần thứ hai và ba của Stranger Things, được công chiếu vào ngày 27 tháng 10 năm 2017. Keery đã trở lại mùa thứ ba, phát hành vào ngày 4 tháng 7 năm 2019.
Kể từ khi bắt đầu Stranger Things, Kerry cũng đã tham gia một vài bộ phim độc lập và dự kiến sẽ xuất hiện trong bộ phim hài hành động phát hành rộng rãi năm 2020 Free Guy.

### Âm nhạc
Bên cạnh diễn xuất, Keery còn là một nhạc sĩ. Anh là một trong những nghệ sĩ guitar chơi cho ban nhạc rock Post Animal. Album đầy đủ đầu tay của họ được phát hành vào tháng 10 năm 2015. Album thứ hai của ban nhạc, When I Think Of You In A Castle, được phát hành vào tháng 4 năm 2018 và Keery đóng góp giọng hát cũng như tài chơi guitar. Kể từ năm 2019, Keery không còn là thành viên lưu diễn của ban nhạc.
Vào ngày 19 tháng 7 năm 2019, Keery tự phát hành đĩa đơn "Roddy" với tư cách là một nghệ sĩ solo dưới biệt danh Djo. Keery đã phát hành đĩa đơn thứ hai vào ngày 9 tháng 8 năm 2019, mang tên "Chateau (Feel Alright)" dưới cùng một biệt danh.
Ở tuổi đôi mươi, Keery đã phát hành âm nhạc dưới cái tên "Cool Cool Cool".

## Các phim đã đóng

### Phim điện ảnh
| Năm  | Tựa đề                        | Vai             | Chú thích       |
| ---- | ----------------------------- | --------------- | --------------- |
| 2015 | Henry Gamble's Birthday Party | Gabe            |                 |
| 2016 | The Charnel House             | Scott           |                 |
| 2017 | Molly's Game                  | Trust Fund Cole |                 |
| 2018 | After Everything              | Chris           |                 |
| 2018 | Slice                         | Jackson         |                 |
| 2019 | How to Be Alone               | Jack            | Phim ngắn       |
| 2020 | Free Guy                      | TBA             | Sản xuất hậu kỳ |

### Phim truyền hình
| Năm      | Tựa đề          | Vai               | Ghi chú                                               |
| -------- | --------------- | ----------------- | ----------------------------------------------------- |
| 2015     | Sirens          | Scenester         | Tập: "Screw the One Percent"                          |
| 2015     | Chicago Fire    | Emmett            | 2 tập                                                 |
| 2015     | Empire          | Tony Trichter III | Tập: "Who I Am"                                       |
| 2016–nay | Stranger Things | Steve Harrington  | Vai diễn định kỳ (mùa 1) Vai chính (mùa 2 - hiện tại) |

## Giải thưởng và đề cử
| Năm  | Giải thưởng                | Hạng mục                                                 | Phim đề cử      | Kết quả   | Ref.   |
| ---- | -------------------------- | -------------------------------------------------------- | --------------- | --------- | ------ |
| 2017 | Screen Actors Guild Awards | Outstanding Performance by an Ensemble in a Drama Series | Stranger Things | Đoạt giải | [ 16 ] |
| 2018 | Screen Actors Guild Awards | Outstanding Performance by an Ensemble in a Drama Series | Stranger Things | Đề cử     | [ 17 ] |